# Corps Germania München
Das Corps Germania München ist eine schlagende
Studentenverbindung im Weinheimer Senioren-Convent (WSC), deren Mitglieder als „Münchner Germanen“ bekannt sind. Ihm gehören Studenten und Absolventen der Münchener Hochschulen an. Jeder männliche Student oder Absolvent einer Münchner Hochschule kann um Mitgliedschaft im Corps nachsuchen.

## Couleur
Die Couleur des Corps Germania besteht aus dem Corpsburschenband in den Farben „blau-gold-rot“ bzw. dem von den Füchsen getragenen Fuchsenband in „gold-rot“, jeweils mit goldener Perkussion. Als Kopfbedeckung wird für gewöhnlich eine weiße Tellermütze getragen, Alte Herren tragen oft das bequemere Tönnchen.
Corpsburschen und Füchse tragen zu offiziellen Veranstaltungen eine blaue Kneipjacke, die Chargierten und der Fuchsmajor eine weiße Pekesche. Der Fuchsmajor trägt als Zeichen seines Amtes über das Burschenband gekreuzt auch das Fuchsenband.

## Organisation
Kern des Corps ist der Kreis der studierenden Mitglieder, den so genannten Aktiven, der sich in den Corpsburschen-Convent (CC) und den Renoncen-Convent (RC) untergliedert. Dem CC gehören die Vollmitglieder, dem RC die Renoncen (Füchse) an. Immer drei Corpsburschen werden mit der Führung sog. Chargen betraut und durch Wahl aus dem CC heraus bestimmt. Die Chargen treten durch ihre Wahl aus dem engeren Corps heraus und führen für ein Semester die Zeichen x (Senior), xx (Consenior) und xxx (Sekretär) – die sog. Chargensterne – als Zusatz zu ihrem Namen. Der Senior ist der höchste Repräsentant nach außen und leitet den Corpsburschenconvent. Zudem vertritt er die Aktiven gegenüber dem Philisterconvent. Der Consenior leitet die tägliche Fechtstunde und bereitet federführend die Veranstaltungen der Aktiven vor. Der Sekretär ist für den offiziellen Schriftverkehr des Corps zuständig.
Ein wichtiges Amt hat der Fuchsmajor inne: er leitet den Renoncenconvent und bildet die Renoncen in Comment, Corpsgeschichte und Universitätsgeschichte aus. Die Renoncen werden meist nach zweisemestriger gegenseitiger Probezeit (und zwei gefochtenen Partien) ins engere Corps recipiert (Reception). Nach einigen Semestern als Corpsbursche und mindestens zwei weiteren Partien wird der Corpsbursche inaktiviert. Inaktive Corpsburschen sind von wesentlichen Verpflichtungen, z. B. Teilnahme an allen am Ort stattfindenden Veranstaltungen, befreit, damit sie sich intensiv auf ihre Examina vorbereiten können.

Wesentliche Teile der Organisation des Corps Germania. Die Beziehungen zwischen den einzelnen Teilbereichen sind vielschichtig.

Nach Abschluss des Studiums wird der bisherige inaktive Corpsbursche zum Alten Herrn und bleibt dem Corps in der Regel ein Leben lang verbunden. Die Alten Herrn der Germania sind Mitglieder im Verband Alter Münchner Germanen und stehen den jungen Corpsmitgliedern beratend zur Seite. Stellvertretend für die Gesamtheit der Alten Herren nimmt diese Aufgabe zwischen den Allgemeinen Conventen des Philisteriums der Philistersausschuss wahr.
Höchstes Gremium des Corps ist der in jedem Semester tagende Allgemeine Corps-Convent (ACC). Diesem bleibt es überlassen, über wesentliche Fragen des Zusammenwirkens der Corpsbrüder und Änderungen der Satzung zu beschließen. Auch in finanziellen Fragen größerer Tragweite ist der ACC zuständig. Ein Ehrenrat sucht eventuell auftretende Streitigkeiten zwischen Angehörigen des Corps schiedlich zu regeln. Der Ehrenphilister ist ein verdienter Alter Herr des Corps, er zeichnet sich in der Regel durch jahrzehntelangen herausragenden Einsatz für das Corps aus.

## Geschichte

### Von der Gründung bis zum Ersten Weltkrieg

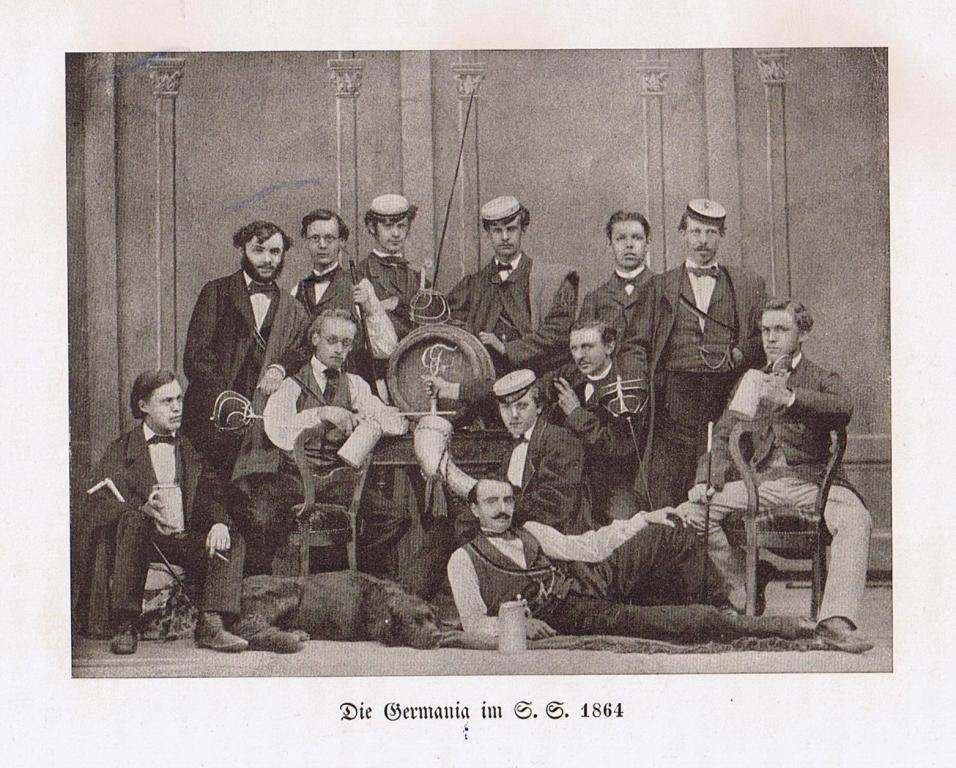
Die Aktiven des Corps Germania im Sommersemester 1864

Am 14. November 1863 wurde Germania von acht Studenten um den Schleswiger Bernhard Wieck an der Polytechnischen Schule zu München als Burschenschaft Germania gestiftet. Einer der Stifter, Heinrich Lindau aus Ansbach, verstarb bereits einen Monat später, ein zweiter Stifter, Wilhelm Buchheit aus Aufsess, verstarb im Februar 1864. Trotzdem konnte der junge Bund neue Mitglieder gewinnen und so sein Überleben sichern. Anfangs wurden die Farben schwarz-gold-rot getragen, sie sind heute noch im Herzschild des Corpswappens zu sehen. Als Burschenschaft lehnte Germania die Bestimmungsmensur ab, bekannte sich aber zum Prinzip der Satisfaktion mit der Waffe.
Germania benannte sich am 22. März 1865 in Deutsche Landsmannschaft Germania um und wäre möglicherweise auch für längere Zeit Landsmannschaft geblieben, wenn die Verhandlungen über einen Beitritt zum Wetzlarer Allgemeinen Landsmannschaften-Senioren-Convent nicht an den Bedenken der Hannoveraner Landsmannschaften gescheitert wäre. So erklärte sich Germania nur zwei Jahre später, genau am 10. Dezember 1867, zum Corps und schloss sich im Februar 1868 mit den Corps Cisaria, Vitruvia und Rheno-Palatia zum Polytechnischen Senioren-Convent an der Polytechnischen Schule zu München (heute Technische Universität München) zusammen.
Dieser Polytechnische SC (PSC) sollte – trotz ausdauernden Streits zwischen den Mitgliedscorps, vor allem in den ersten 25 Jahren, und regelmäßigen Aus- und Wiedereintritten – insgesamt über sieben Jahrzehnte lang Bestand haben. Das Corps Germania war von den Corps am Polytechnikum das erste, welches in offizielle Beziehungen zum SC an der LMU treten konnte und mit den Kösener Corps Mensuren ausmachte. Dieses offizielle Verhältnis kann füglich als Urzelle des verbandsübergreifenden Münchner SC aus Kösener und Weinheimer Corps bezeichnet werden. Die ersten Mensuren mit einem auswärtigen Corps fanden 1872 in Innsbruck mit dem Corps Athesia Innsbruck statt.
Ebenfalls 1868 erklärte sich Germania zum Waffencorps, bereits 1874 wurde aber das Lebensprinzip angenommen. Dies hatte zur Folge, dass Germanen nur in äußerst seltenen Fällen auch das Band eines anderen Corps trugen; bis 1988 – also in den ersten 125 Jahren des Bestehens der Germania – gab es insgesamt nur fünf dieser Fälle, davon einer vor Annahme des Lebensprinzips. Wie in allen folgenden Kriegen meldeten sich die aktiven Germanen auch 1870 geschlossen zu den Waffen, 1871 konnten alle 31 Kriegsteilnehmer wieder in der Heimat begrüßt werden. Das zehnte Stiftungsfest fiel im Jahre 1873 der Cholera-Epidemie „zum Opfer“, aus diesem Grund wurde das 11. Stiftungsfest in besonderer Weise begangen (siehe auch Stammbuchblatt weiter unten auf dieser Seite). Am Reformationstag 1893 wurde der Corpsphilisterverein Germania zu München gegründet, dieser trat 1896 in den seit 1889 bestehenden Münchner Corpsphilisterverband (MCPhV) ein. Der MCPhV ist heute mit über 1300 Mitgliedern aus allen Corps Deutschlands und Österreichs der größte Corpsphilisterverband Deutschlands. Die Prinzregentenzeit war für das Corps geprägt von – u. a. durch Gabriel v. Seidl – sehr engen Beziehungen zur Münchner Künstlergesellschaft Allotria um Franz von Lenbach. Anekdotisch sei hier angemerkt, dass der langjährige Corpsdiener der Germania, Franz Berr, dem großen Lenbach im Jahre 1893 für dessen Bismarck-Portrait mehrmals Modell saß; Berrs Stirn und Augen sollen denen des Altkanzlers zum Verwechseln ähnlich gewesen sein.
Am 9. November 1907 konnte das von Cbr. Seidl geplante und erbaute Corpshaus nach anderthalbjähriger Bauzeit eingeweiht werden. Die Freude über dieses Ereignis wurde auch in verschiedenen Liedtexten zum Ausdruck gebracht, der folgende Ausschnitt aus dem zur Einweihungsfeier von Otto Wiedemann eigens komponierten Festlied sei hierfür Exempel:

„Und fest wie dieses Haus gegründet
 steht auch Germanias stolzer Hort.
 Das Blau-Gold-Rot, das uns verbindet,
 für alle Zeiten blüh’ es fort.“

Im Jahr 1912 trat Germania gemeinsam mit den anderen Corps des SC an der Technischen Hochschule dem Weinheimer Senioren-Convent (WSC) bei, möglicherweise eine Reaktion auf den zwei Jahre zuvor erfolgten Abbruch der Beziehungen zwischen den Kösener Corps des Universitäts-SC und des PSC. Es entstand ein starker SC der Weinheimer Corps mit seinerzeit neun Corps, heute existieren noch deren sieben in München. Das 50. Bundesfest wurde im Jahr 1913 mit besonderem Aufwand begangen, unter anderem ließ das Corps beim damals bekanntesten Grafiker Deutschlands, Ludwig Hohlwein, das Festplakat gestalten, der Festball im Künstlerhaus am Lenbachplatz bildete den gesellschaftlichen Höhepunkt der Feierlichkeiten.

### Vom Ersten Weltkrieg bis zur Auflösung 1936
Der nur ein Jahr später ausbrechende Erste Weltkrieg brachte für Germania den Verlust von 19 ihrer Corpsbrüder mit sich, der Aktivenbetrieb ruhte von 1914 bis 1919, und die dem Kriege folgenden Jahre hindurch war auch das Corpsleben von den schweren wirtschaftlichen Verhältnissen der Zeit geprägt.
Trotz Hyperinflation und Weltwirtschaftskrise erlebten die Korporationen in den Jahren zwischen 1920 und 1933 einen beachtlichen Aufschwung, auch für Germania fallen in diese Periode die Semester mit den stärksten Aktivenzahlen ihrer Geschichte. Die Machtergreifung der Nationalsozialisten wurde bei Germania zunächst begrüßt, erhoffte man sich doch unter anderem Straffreiheit für Mensuren von der neuen Regierung.
Doch bereits nach kurzer Zeit wurde klar, dass die Nationalsozialisten nicht bereit sein würden, die von akademischer Freiheit und Conventsprinzip geprägten Corps weiter bestehen zu lassen. Schon die verbindliche Einführung des Führerprinzips auch bei den studentischen Korporationen lief allem zuwider, was an Traditionen in über 130 Jahren Corpsstudententum entstanden war.
Nach der durch den NSDStB erzwungenen Auflösung des Corps im Wintersemester 1935/36 pflegte Germania einen Teil ihrer Traditionen gemeinsam mit dem Corps Vitruvia, mit dem ja seit langer Zeit besonders enge Beziehungen bestanden hatten, in der Kameradschaft „Andreas Hofer“ so gut es eben ging weiter, eine Wiedererrichtung des Corps in seiner alten Form lag zu dieser Zeit außerhalb der denkbaren Möglichkeiten. Mensuren beispielsweise wurden in dieser Zeit – unter anderem wegen der damit verbundenen Gefahr des Verlustes der Fähigkeit zur Verbeamtung der Beteiligten – nur noch sehr selten und unter strikter Geheimhaltung gefochten, die Nationalsozialisten hatten auch vor dieser für die Corps essentiellen Frage nicht Halt gemacht. In diese Zeit fällt auch der Verlust von 21 Corpsbrüdern an allen Kriegsfronten des Zweiten Weltkrieges. Allein in der Schlacht von Stalingrad fielen drei Germanen.

### Von der Wiedergründung 1949 bis heute
Die Herrschaft der Nationalsozialisten hätte Germania beinahe die Existenz gekostet; nur dem Einsatz des seinerzeitigen Philistervorsitzenden Friedrich Kohler ist es zu danken, dass am 15. Juli 1949 der Beschluss gefasst werden konnte, das Corps wieder erstehen zu lassen. Am 10. November 1949 wurde Germania durch Aktivmeldung von acht Alten Herren und unter Wiederaufnahme der alten Traditionen rekonstituiert und besteht seither ununterbrochen. Nicht alle während der Kameradschaftszeit und kurz nach der Wiedergründung aufgenommenen Mitglieder waren dazu bereit, auf die Farben der Germania zu fechten. Von diesen Mitgliedern, unter ihnen auch der spätere Bundesinnenminister Friedrich Zimmermann, trennte sich das Corps nach einer Bedenkzeit von zwei Semestern. Trotzdem gelang es in den folgenden Jahren, Germania mit Leben zu füllen. Und so konnte 1963 ein unbeschwertes 100. Bundesfest begangen werden. Trotz einiger Probleme konnte auch die für studentische Korporationen schwierige Periode der so genannten Studentenbewegung überstanden werden.
Germania ist Gründungsmitglied des Münchner Senioren-Convents, der seit 1951 als einziger SC Deutschlands die Corps von KSCV und WSC an den Münchner Universitäten vereint. Während besonders in der Anfangszeit des Corps vor allem noch die Studenten der TH zum Corps fanden, gehören die Münchner Germanen heute allen Münchner Hochschulen an, auch – seit deren Errichtung Mitte der 1970er Jahre – der Universität der Bundeswehr. Besondere Beziehungen mit anderen Corps bestehen außerhalb der Verhältnisse noch mit Kösener Corps, mit Corps Gothia Innsbruck, Corps Lusatia und Corps Marchia Brünn.

## Corpshaus

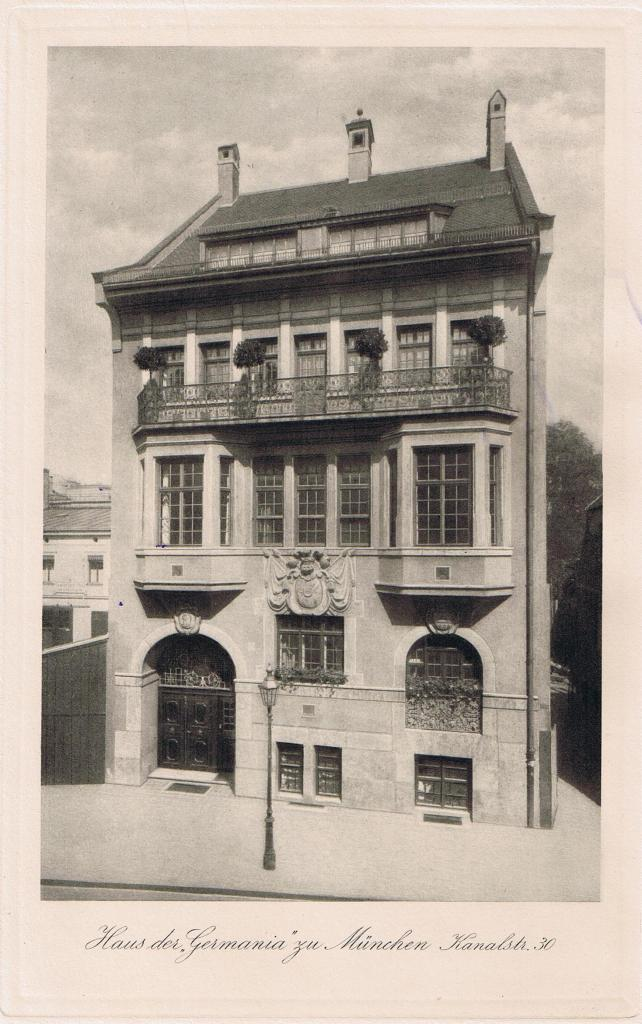
Das von Gabriel v. Seidl erbaute Corpshaus der Germania kurz nach seiner Fertigstellung (Aufnahme aus dem Jahr 1908)

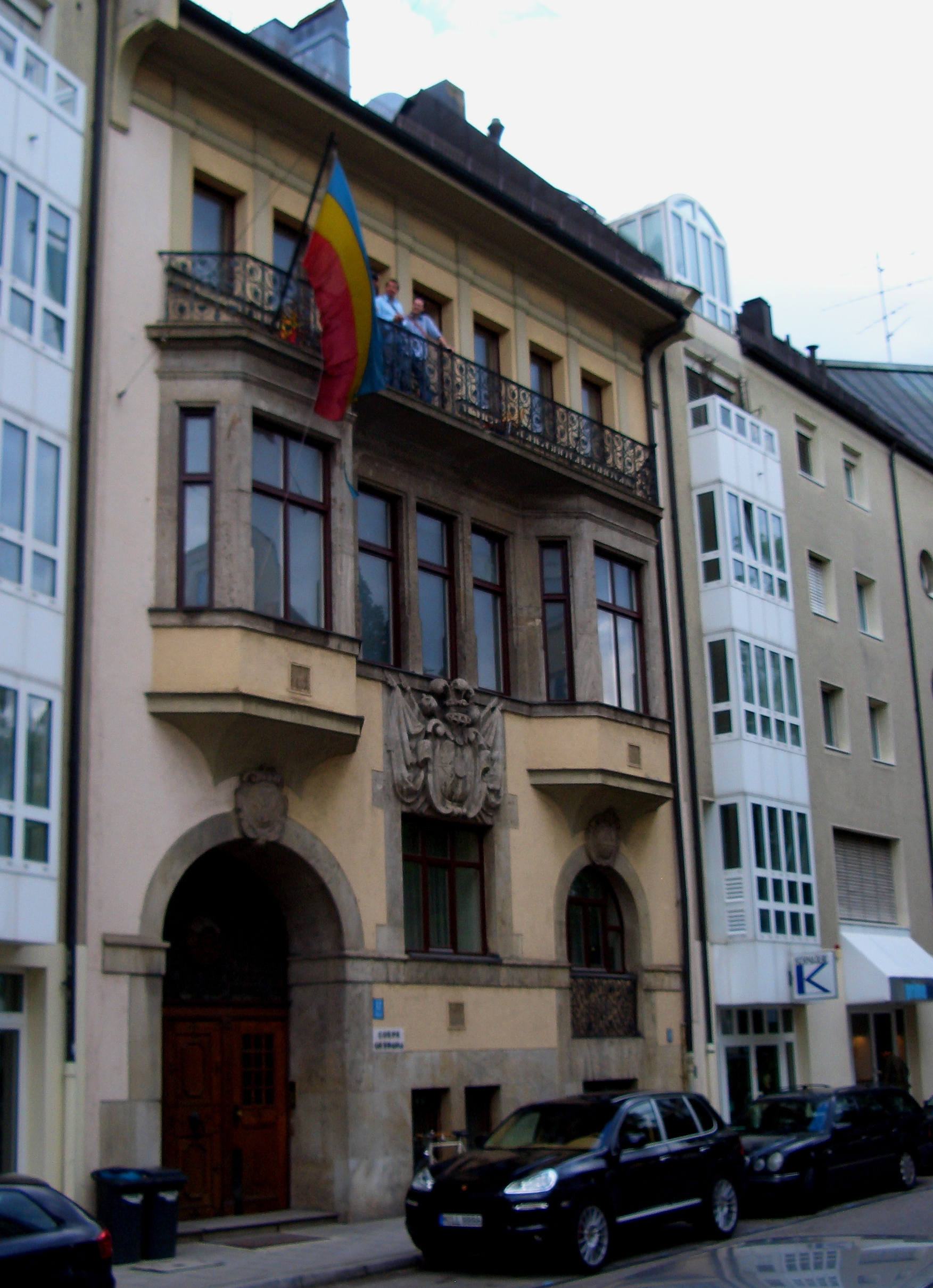
Das Corpshaus im Jahr 2010

Das Germanenhaus wurde vom Münchener Baumeister und Corpsstudenten Gabriel von Seidl bereits in der Planungsphase speziell an die Bedürfnisse einer Studentenverbindung angepasst. Erbaut wurde das Haus in den Jahren 1906/07 zum Gesamtpreis von knapp 204.000 Mark. Wegen der Bedeutung seines Erbauers für die Münchner Baugeschichte und seiner gut erhaltenen Fassade steht das Haus seit 1980 unter Denkmalschutz.
Ein repräsentatives Außenbild sowie ein funktionelles Inneres prägen das Haus. Nach dem Einlass bietenden Portal gelangt man über eine Freitreppe in das mit zwei tragenden Säulen ausgestaltete Vestibül mit dem Ehrenmal für die in den beiden Weltkriegen gefallenen Corpsbrüder. Auf derselben Etage befindet sich die Bibliothek mit einer Stuckdecke, in der auch der regelmäßige Corpsburschen-Convent stattfindet. In der zweiten Etage findet man einen Kneipsaal mit einem anschließenden nach Originalvorlagen holzvertäfelten Besprechungszimmer der Alten Herren, in dem die Fuchsenstunde stattfindet.
In der obersten Etage erreicht man einen über neun Meter hohen, holzvertäfelten sowie mit Parkettboden und großem Wandspiegel ausgerüsteten und von Kristallleuchtern beleuchteten Ballsaal mit Drachenfels, in dem Feiern für bis zu 200 Personen möglich sind. Die Decke dieses Ballsaals ist an Stahlbändern „in den Dachstuhl hinein“ aufgehängt. Über dem Ballsaal sind einige Studentenbuden sowie Bad und Küche der Aktiven angesiedelt während die funktionalen Bereiche wie Paukboden, Archiv, Weinkeller, weitere Unterkünfte und die Gastronomieküche sich in den Untergeschossen befinden.
Im Zweiten Weltkrieg und in der Nachkriegszeit erlitt das Haus erhebliche Schäden, das Dach und der unmittelbar darunter liegende Ballsaal wurden durch einen Bombentreffer im Jahr 1944 stark in Mitleidenschaft gezogen. Zudem gingen in den Kriegs- und Nachkriegsjahren wertvolle Innenvertäfelungen durch die Nutzung als Brennmaterial ebenso verloren wie Gegenstände mit Bezug zur Corpsgeschichte durch Plünderungen. Zudem war das Haus in den Nachkriegsjahren an den Bayerischen Werbefunk vermietet, so dass bis 1957 nur eine eingeschränkte Nutzung durch das Corps möglich war. Nach gerichtlichen Auseinandersetzungen mit dem bayerischen Staat und dem Ende des Mietverhältnisses konnte im Jahr 1960 der Aktivenbetrieb im renovierten Corpshaus wieder aufgenommen werden. Ein anvisierter Abriss in den frühen 1960er Jahren wurde verhindert.

## Bekannte Mitglieder
- Hugo Auvera, (1880–1962), Unternehmer und Freimaurer
- Roland Betsch (1888–1945), Ingenieur, Schriftsteller
- Kurt Böhner (1914–2007), Prähistoriker und Archäologe, Direktor des Römisch-Germanischen Zentralmuseums in Mainz
- Emanuel Christa (1874–1948), Professor für Mineralogie und Kristallographie an der Universität Erlangen
- Michael Doeberl (1861–1928), Historiker, Professor für Bayerische Landesgeschichte
- Max Thomas Edelmann (1845–1913), Ingenieur, Professor für Physik an der TH München, Gründer und Besitzer des
- Max Edelmann (1874–1940), Physiker, Professor, Fabrikant wissenschaftlicher Instrumente
- Hans Erlwein (1872–1914), Architekt, Dresdner Stadtbaurat, Mitglied des Magistrats von Dresden, Professor und Erbauer des Corpshauses der Baruthia[4]
- Georg Hahn (1841–1889), Landschafts- und Genremaler
- Eugen Jäger (1842–1926), Verleger und Publizist, MdL, MdR, erster Senior des Corps Germania
- Ludwig Marckert (1850–1904), Münchner Architekt des Historismus
- Gabriel Ritter von Sedlmayr (1850–1931), Ökonom, Besitzer der Franziskaner-Leist-Brauerei (heute: Spaten-Franziskaner-Bräu), Vorstandsmitglied des Bayer. Brauerbundes, Stammbuchblatt zum 11. Bundesfest der Germania, gestaltet von Gabriel Seidl

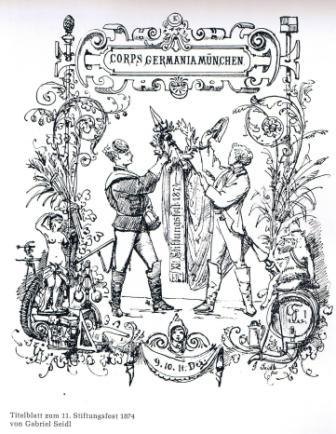
Stammbuchblatt zum 11. Bundesfest der Germania, gestaltet von Gabriel Seidl

- Gabriel Ritter von Seidl (1848–1913), Architekt, Kgl. Professor, Ehrenkonservator des Bayer. Nationalmuseums, Ehrenmitglied der Bayer. Akademie der Künste
- Bernhard Wieck (1845–1913), Ingenieur, Direktor der Berliner Grundrentengesellschaft
- Fritz Medicus (1869–1945), Vorstandsmitglied der VEW
- Erwin Ferber (1885–1976), Hochschullehrer für anorganisch-chemische Technologie, Rektor der TH Breslau 1937–1944
- Karl Eymann (1888–1962), Ingenieur, Direktor der I.G. Farbenindustrie AG
- Friedrich Kirchhoff (1890–1978), Unternehmer im Maschinenbau
- Carl Knott (1892–1987), Ingenieur, Direktor der Siemens-Schuckert-Werke
- Richard Rothe-Roth (1898–1972), Konteradmiral, letzter Admiralstabschef der Kriegsmarine
- Karl Roemer (1899–1984), Jurist, von 1953 bis 1973 erster deutscher Generalanwalt bei der Gründung des Gerichtshofs der Europäischen Gemeinschaft in Luxemburg EuGH
- Fritz Erler (1899–1992), Orthopäde und Chirurg
- Fritz Junghans (1901–1962), Jurist, Präsident des ADAC von 1938 bis 1945 (damals DDAC), NSKK-Oberführer ehrenhalber[5]
- Wilhelm Reissmüller (1911–1993), Verlagsleiter des nationalsozialistischen Kampfblattes Donaubote, Herausgeber des Donaukuriers
- Detlev Peiper (1924–2005), Münchner Stadtbaurat
- Herbert Kupfer (1927–2013), Ingenieur, Professor für Massivbau und ehem. Präsident der TU München
- Franz Obermayr (* 1952), ehemaliger Linzer Vizebürgermeister (FPÖ), MdEP
- Herbert Deppe (* 1963), Münchner Professor für zahnärztliche Chirurgie
- Markus Buchheit (* 1983), Politiker (AfD), MdEP

## Verhältnisse

### Kartelle
Am 14. Februar 2009 wurde der Kartellvertrag zwischen dem Corps Baltica-Borussia Danzig zu Bielefeld (WSC) und Germania durch den ACC der Germania bestätigt, Baltica-Borussia als das ältere Corps hatte bereits vorher zugestimmt. Seit 1988 bestand zwischen den beiden Corps ein Freundschaftsverhältnis. Bereits dieses bedeutete für Germania die Abkehr vom strengen Lebensprinzip und ist daher als – unter bewusstem Bruch der über einhundertjährigen Tradition des Lebenscorps Germania unternommener – wichtiger Schritt für die Zukunftsfähigkeit des Corps zu sehen.

### Freundschaftsverhältnis
Seit 1990 besteht mit dem Corps Frankonia-Brünn zu Salzburg im KSCV ein Freundschaftsverhältnis. Dieses Verhältnis hat eine über die besonderen Beziehungen zwischen den beiden Corps hinausgehende Bedeutung, da es eines der wenigen zwischen Corps aus den beiden corpsstudentischen Dachverbänden KSCV und WSC ist.
Im September 2009 wurde mit dem Weinheimer Corps Rheno-Nicaria Mannheim ein Freundschaftsverhältnis abgeschlossen. Die bereits seit 2006 bestehende Vereinbarung über die gegenseitige Unterstützung und den gemeinsamen Gedankenaustausch zu Hochschulfragen wurden entsprechend erweitert.

### Kooperationen
Mit dem Weinheimer Corps Franco-Guestphalia Köln besteht seit dem Sommersemester 2007 ein Kooperationsvertrag in Hochschulfragen, über die gemeinsame Durchführung von Seminaren und gegenseitige personelle Unterstützung. Die beteiligten Corps sehen diese Kooperation als richtungsweisende Reaktion auf den Bologna-Prozess.

### Nicht mehr bestehende Freundschaftsverhältnisse
Vor der 1874 erfolgten Annahme des Lebensprinzips durch den Convent der Germania kam es zweimal zum Abschluss eines Freundschaftsverhältnisses mit einem auswärtigen Corps:
Von 1868 bis 1875 bestand mit dem Corps Rhenania Stuttgart ein Freundschaftsverhältnis. Dieses Verhältnis wurde von Seiten der Rhenania wegen der Annahme des Lebensprinzips durch Germania gebrochen.
Von 1874 bis 1878 bestand mit dem damals an der Technischen Hochschule Prag bestehenden freien Corps Frankonia Prag ein Freundschaftsverhältnis. Dieses Verhältnis endete durch die langjährige Suspension Frankonias und den anschließenden Anschluss des wiedererstandenen Corps an den KSCV. Bis heute wurde dieses Verhältnis nicht erneuert.